# Het platmaken
Heer Bommel en het platmaken of kortweg Het platmaken is het 128ste verhaal uit de Bommelsaga, geschreven en getekend door Marten Toonder. Het verhaal verscheen voor het eerst op 5 juli 1969 en liep tot 4 oktober van dat jaar. Thema: Het opblazen en leegprikken van publieke figuren.(platmaken)

## Samenvatting
Hier ver vandaan op het schiereiland Prol is het landschap eentonig en het klimaat regenachtig. Prollen leven van zwammen, die zij rauw uit het vuistje eten. Het is een eenvoudig volkje zonder dikdoenerij met het motto: “Doe maar gewoon, dan doe je al gek genoeg”. Men heeft maar één exportproduct, het nationale voedsel, de Prolzwam. De bewoners sturen Ibele Zweder naar het Westen om in die zwammen te handelen en zo ook het Prolse denken aldaar te verspreiden. Aan de rand van het Donkere Bomen Bos bouwt Ibele Zweder een eenvoudige woning naar Prols model.
De eerste klant is Pastuiven Verkwil, een bekend knopenfabrikant. Bij een kopje zwammenthee krijgt hij een pondje platmakende zwammen te koop aangeboden om uit te zaaien met een bijbehorende gratis gebruiksaanwijzing. Want op het schiereiland Prol maken ze dikdoeners plat. Dikdoeners krijgen last van zwammen, maar de knopenfabrikant is eenvoudig en kan zo de thee probleemloos tot zich nemen.
Heer Bommel en Tom Poes combineren een vistochtje met een picknick. Maar bij aankomst ter plaatse is het stukje natuurschoon dichtgeplempt om er te kunnen bouwen. Dwerg Pee Pastinakel waarschuwt voor de sporen en probeert deze te bestrijden met bree. Bij het huis in aanbouw is er volop discussie gaande tussen de ambtenaar eerste klasse Dorknoper en terreineigenaar Pastuiven Verkwil. Hij bouwt op eigen terrein zonder bouwvergunning. Pastuiven geeft heer Bommel het adreskaartje van Ibele Zweder.
Ibele Zweder geeft hem uitleg over de Grootste gemene deler en het Kleinste gemene veelvoud in het kader van de filosofie dat niemand meer is dan een ander. Lieden, die niet eenvoudig zijn, moeten worden aangepakt door ze plat te maken. 
Heer Bommel is blij dat hij geen prolzwammen heeft gekocht. Maar hij ziet Ibele Zweder bij zijn kasteel wegrennen en de andere ochtend zijn er gifzwammen in zijn tuin geplant. Heer Bommel wil waarschuwen voor de zich verspreidende gifzwammen maar vindt zijn buurman tegenover zich. Na het fijnknijpen van een gifzwam vraagt hij de markies wie zijn overgrootvader van moeders kant ook wel weer was, en dat treft doel. Buiten komt heer Bommel Tom Poes tegen. Tegen hem vertelt hij dat de markies hem de keel uithangt en dat hij platgemaakt moet worden.
De markies begraaft zich in zijn bibliotheek op zoek naar documenten over de betreffende persoon, De graaf De Basse-Cour. Aan de buitenkant van de stadsmuur zitten Super en Hieper kou en honger te lijden, zich schuil houdend voor de politie. Tijdens de uiensoepmaaltijd komt een platte versie van commissaris Bulle Bas bij Bul Super aanwaaien. Bul Super gaat aan zijn eigen vermogens twijfelen, maar de platte rechterfiguur en de platte markies doen de zakenlieden met hun gedachten terugkeren op aarde. Pastuiven Verkwil duikt op en geeft de kleine Hiep Hieper het adreskaartje van Ibele Zweder. Hierop ruikt Bul Super superzaken en pakt het kaartje van zijn maat af. 
Op de heide krijgt Tom Poes botanische les van Pee Pastinakel. Hij kan de gifzwammen verturven met bree. Maar de zwammen worden geholpen, er komen er te veel. De zwammen laten de ‘ikkerik’ verschrompelen. De meesters van de zwarte kunst laten hem expres verschrompelen als ze onzichtbaar willen worden. Maar voor een gewoon iemand is dat erg gevaarlijk. Tom Poes holt nu naar zijn vriend en ze gaan de gifzwammen bestrijden. Samen komen ze bij Ibele Zweder en geven hem een drankje met bree, dat Tom Poes heeft meegekregen van Pee Pastinakel. De buitenlander valt flauw en met veel moeite dragen de twee vrienden hem naar het ziekenhuis in Rommeldam. Hij wordt onderzocht door professor Prlwytzkofsky. Die constateert een verlomping aan der sonus. Van een bree-vergiftiging wil hij niets weten.
Even later komen de twee zakenlieden Super en Hieper en Pastuiven Verkwil bij de Prolse hut aan. De boel is verlaten en dat komt Bul Super goed uit. Hij trekt een pij van de verdwenen Zweder aan en doet een witte baard voor. Pastuiven gaat reclame maken via zijn relaties bij de Rommelbode en de televisie. Hiep Hieper gaat inspraak eisen voor de vakbonden en de studentenraden. Ze gaan een Supermaatschappij vestigen, na het platmaken van de huidige overheidsleiders. 
Bul Super doet goede zaken in het bos bij de verkoop van de Prolse zwammen. De campagne in de media treft nu ook de burgemeester, die platgemaakt wegens een kippenhokschandaal zijn ambt neerlegt. De kasteelheer duikt bij Tom Poes onder omdat hij bang is ook platgemaakt te worden. Ambtenaar Dorknoper treedt op als waarnemend burgemeester, maar Pastuiven Verkwil eist en krijgt vrije burgemeestersverkiezingen. Super en Hieper gaan zijn campagne steunen. Ze zijn zeer gebaat bij zo veel mogelijk platgemaakte Rommeldammers, omdat zij en Verkwil het stadsbestuur hopen over te nemen. Super organiseert een feestavond waarbij de resterende prominenten in het zonnetje gezet zullen worden om hen vervolgens plat te maken. Bommel wordt ereburger en de professor Prlwytzkofsky krijgt de Rommelprijs voor Wetenschappen. Heer Bommel vreest nu ook platgemaakt te worden.
In het ziekenhuis zijn de platte Rommeldammers doelloos in stellingen opgestapeld. Volgens Alexander Pieps zijn het sonuslijders. Tom Poes komt met een grote zak bree binnenlopen. Terwijl de professor ’s nachts bezig is een bree-extract te vervaardigen, schiet Bul Super het reactievat kapot. Alexander Pieps had hem op de hoogte gebracht van de ontwikkelingen in het ziekenhuis.
Heer Bommel importeert twee vrachtwagens bree uit het buitenland, die in een elektrische molen worden gemalen. Vervolgens neemt de kasteelheer als helikopterpiloot zelf de bestuiving ter hand. Inmiddels is het gebouw tot Nut van het Algemeen in orde gebracht voor de huldiging van de kapsonuslijders. Tom Poes weet intussen de professor terug te lokken naar zijn ziekenhuis. Hiep Hieper is bezig met de wegwals maar de helikopter van heer Bommel neutraliseert bekwaam de sporenwolk met breekruid. Zijn helikoptervlucht verloopt daarna ongeregeld en hij werpt met zijn vliegmachine eerst Bul Super plat op het dak, van waaruit de zakenman de ontwikkelingen van de wegwals bestuurd door Hiep Hieper volgde.
In het ziekenhuis wordt de markies als eerste door de professor weer tot normale proporties gebracht door een injectie van breekruidextract. Heer Bommel landt met zijn helikopter ondersteboven op het ziekenhuisdak, waarbij de schade aan zijn persoon meevalt. 
De laatste patiënt die de professor helpt is de vreemdeling Ibele Zweder. Hij krijgt een zwam-injectie en is daarna ook weer de oude. Commissaris Bulle Bas is een uur eerder genezen verklaard. Hij treedt binnen en arresteert de vreemdeling. Geen geldige papieren en hij heeft gifzwammen verspreid. De commissaris gaat verder richting het gebouw van het Nut van het Algemeen waarop Super en Hieper door een gesloten venster ontsnappen. Pastuiven Verkwil wordt door de commissaris meegenomen. Rechter Morrel veroordeelde vervolgens, in de eerder geschorste zitting, Ibele Zweder tot uitzetting wegens gebrek aan papieren. Pastuiven Verkwil moet zijn pand afbreken omdat het zonder vergunning is gebouwd. 

De goede afloop wordt gevierd in de kleine club.
De burgemeester stelt voor om heer Bommel ereburger van de stad te maken wegens het onschadelijk maken van het Prolse Denken. Heer Bommel weigert de eer. Hij heeft zijn lesje geleerd. Het platmaken ligt nog altijd op de loer. Hij heeft wel de gifzwamsporen bestreden maar het eigenlijke werk is deze keer door Tom Poes verricht.
1. ↑  Bulle Bas lispelt: “Het komt van de zwam, die hoort bij het platmaken.”

## Hoorspel
- Het platmaken in het Bommelhoorspel